# Recherches germaniques
 (avril 2024).
Si vous disposez d'ouvrages ou d'articles de référence ou si vous connaissez des sites web de qualité traitant du thème abordé ici, merci de compléter l'article en donnant les références utiles à sa vérifiabilité et en les liant à la section « Notes et références ».
La revue Recherches germaniques est une revue scientifique internationale d’études germaniques consacrée à la littérature, l’histoire des idées et l’histoire culturelle des pays de langue allemande. 
Elle a été fondée à Strasbourg en 1971 par Gonthier-Louis Fink. Elle est publiée par les Presses Universitaires de Strasbourg et paraît deux fois par an, en format papier et en version électronique. La direction est assurée par Aurélie Choné.

## Histoire
Recherches germaniques a été fondée à Strasbourg en 1971 à l’initiative d’un groupe de germanistes de l’Institut d’études germaniques de l’Université des sciences humaines de Strasbourg (à partir de 1998 Université Marc Bloch, intégrée en 2009 dans la nouvelle Université de Strasbourg). La revue fait partie des publications scientifiques de l’université. Gonthier-Louis Fink, qui a dirigé la revue de sa création à 1997, était spécialiste de la littérature et de l’histoire culturelle du XVIIIe siècle. 
Deux ans après la création de la Revue d’Allemagne, également domiciliée à Strasbourg, qui se consacre en priorité aux domaines de la culture, de l’histoire et de la politique des pays de langue allemande, Recherches germaniques se donne pour objectif de mettre au service de la communauté scientifique une revue annuelle publiant des articles d’envergure dans les champs de la littérature, de l’histoire des idées et de l’histoire culturelle de l’espace germanophone, du Moyen Âge à nos jours. 
Après une transition de quatre ans et une co-direction par Arlette Bothorel, Hildegard Châtellier et Christine Maillard, cette dernière assume la direction à partir de 2001 jusqu’en 2013. Après avoir bénéficié du soutien du CNRS durant les deux premières décennies, la revue obtient à nouveau le label CNRS en 2007. Par ailleurs, le comité scientifique s’internationalise davantage. En complément du numéro qui paraît annuellement, la revue publie également des hors-séries thématiques à partir de 2003, notamment en vue de la publication d’actes de colloques organisés à Strasbourg ou dans d’autres universités. Ces volumes, qui contiennent également des contributions internationales, reflètent certaines grandes tendances de la recherche strasbourgeoise. 
De 2013 à 2018, la revue, désormais éditée par les Presses universitaires de Strasbourg, est dirigée par Aurélie Choné et Catherine Repussard. Le comité scientifique s’élargit et en 2014 la revue se dote d’une nouvelle couverture ; depuis lors la revue publie deux volumes par an, un Varia et un hors-série thématique. Depuis 2018, la direction de la revue est assurée par Aurélie Choné. Depuis le 1er janvier 2019, Recherches germaniques fait partie du portail de ressources électroniques en sciences humaines et sociales OpenEdition. Les numéros sont désormais accessibles en ligne gratuitement dès la parution de la revue en format papier. 